# Zapallar
Zapallar je město a obec v chilském regionu Valparaíso. Zapallar leží na pobřeží Tichého oceánu a nachází se asi 55 km severně od Valparaísa a asi 120 km severozápadně od hlavního města Santiaga. Obývá jej přibližně 1 400 obyvatel. Obec navazuje na severněji položenou obec Papudo a na jižněji položenou vesnici Maitencillo – část obce Puchuncaví.
Obec se skládá z částí Zapallar, Cachagua, La Laguna, Blanquillo, Catapilco a La Hacienda. Zapallar a Cachagua patří k nejvyhledávanějším letoviskům v zemi, jsou proslulé luxusními vilami, plážemi a parky.
Východním území obce prochází dálnice č. 5 (Panamericanou) s tunelem El Melón, podél pobřeží spojuje obec s Papudem a Maitencillem a dále i Valparaísem silnice F-30-E. Spojnici dálnice a vesnice Catapilco s jádrem obce na pobřeží tvoří silnice E-462.

## Galerie

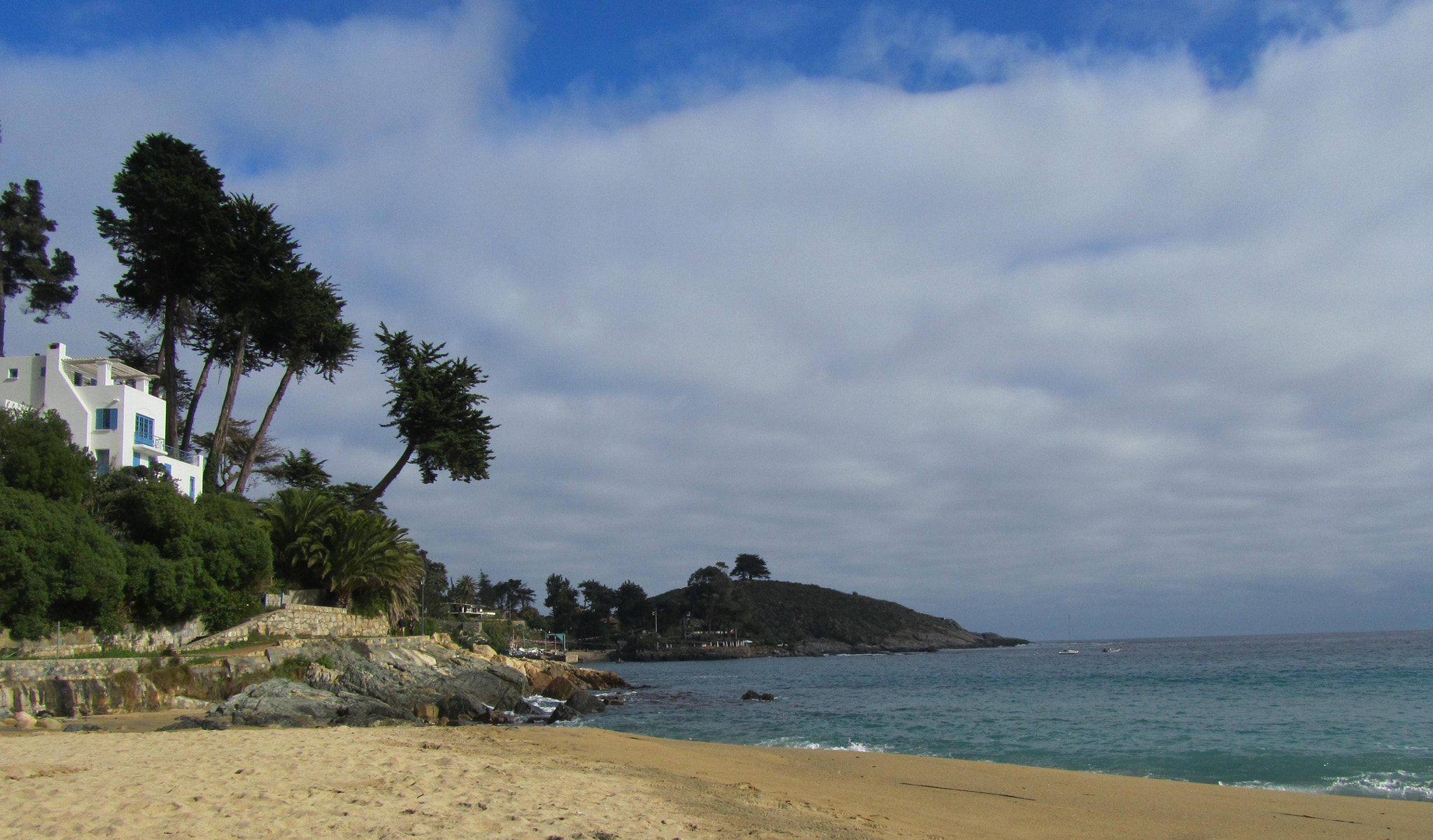
Pláž
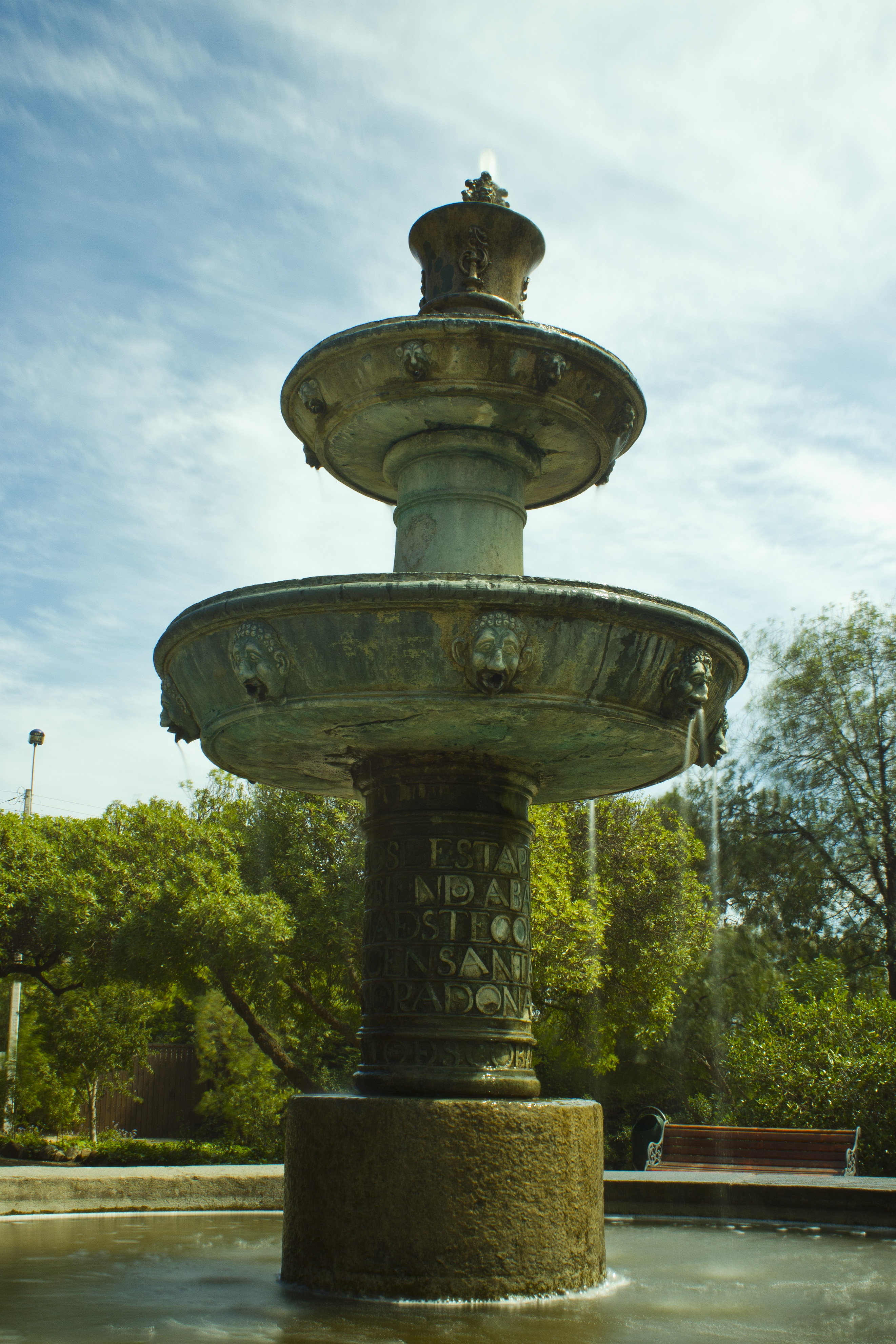
Bronzový sloup na náměstí
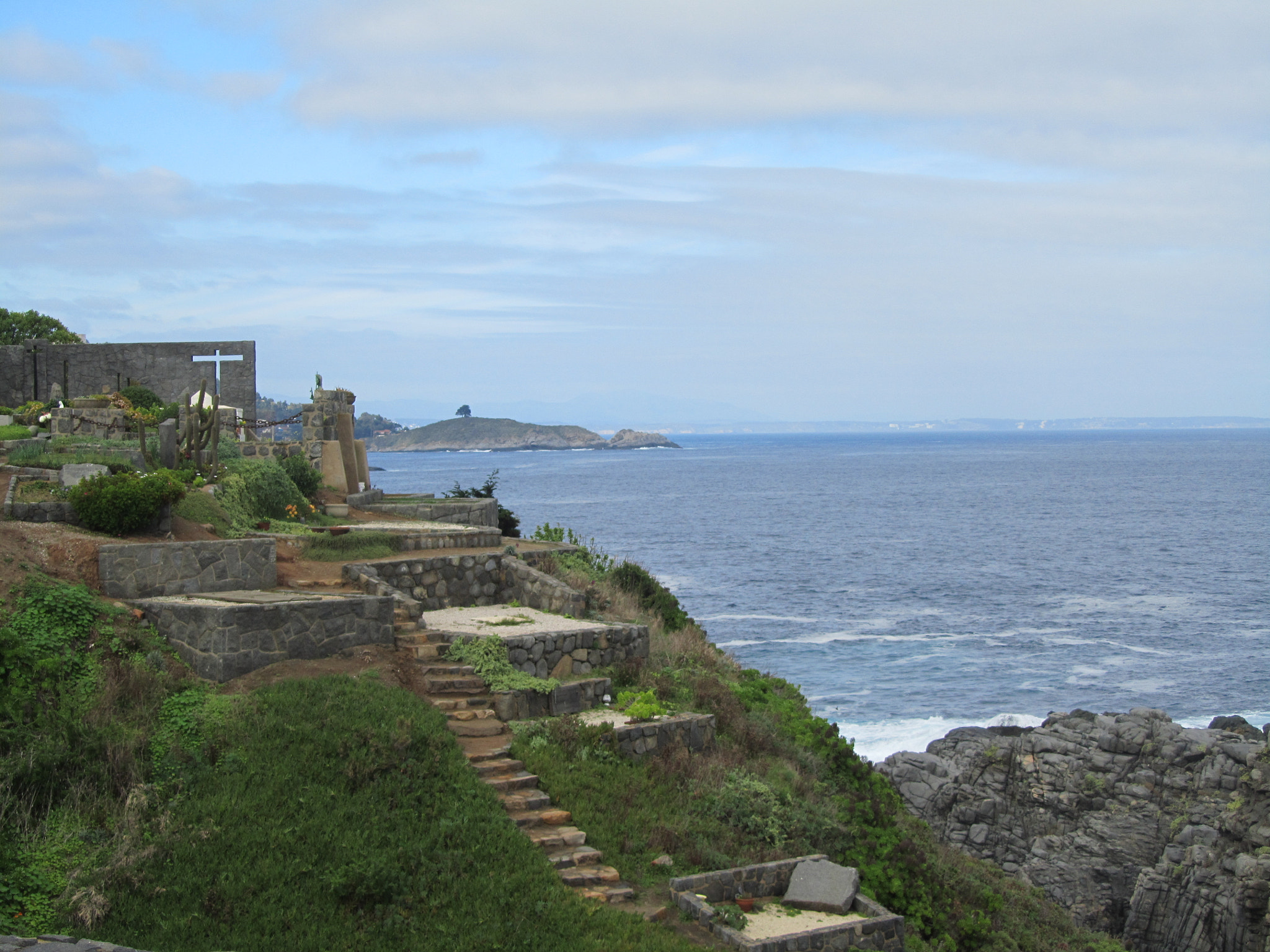
Hřbitov
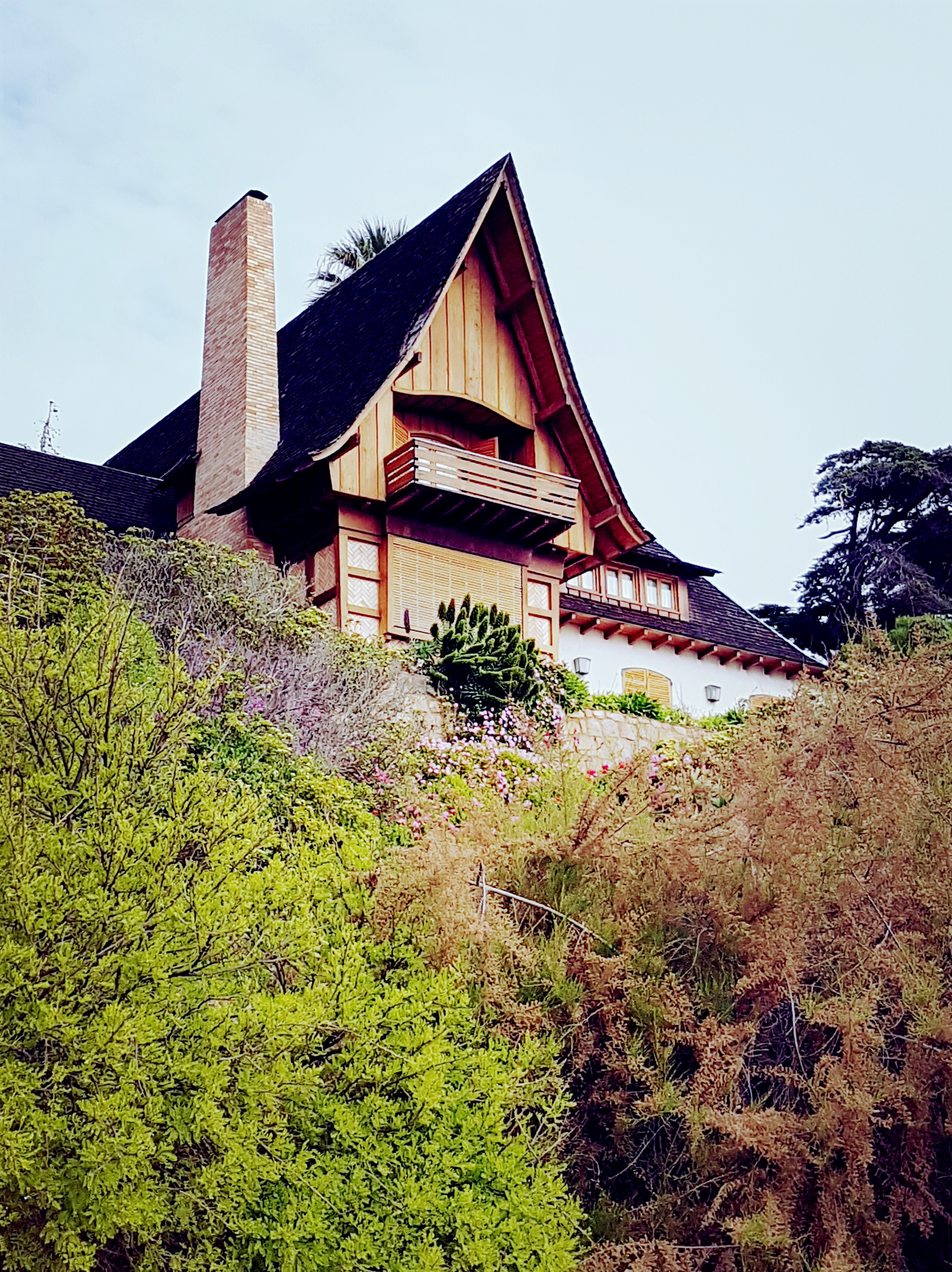
Dům
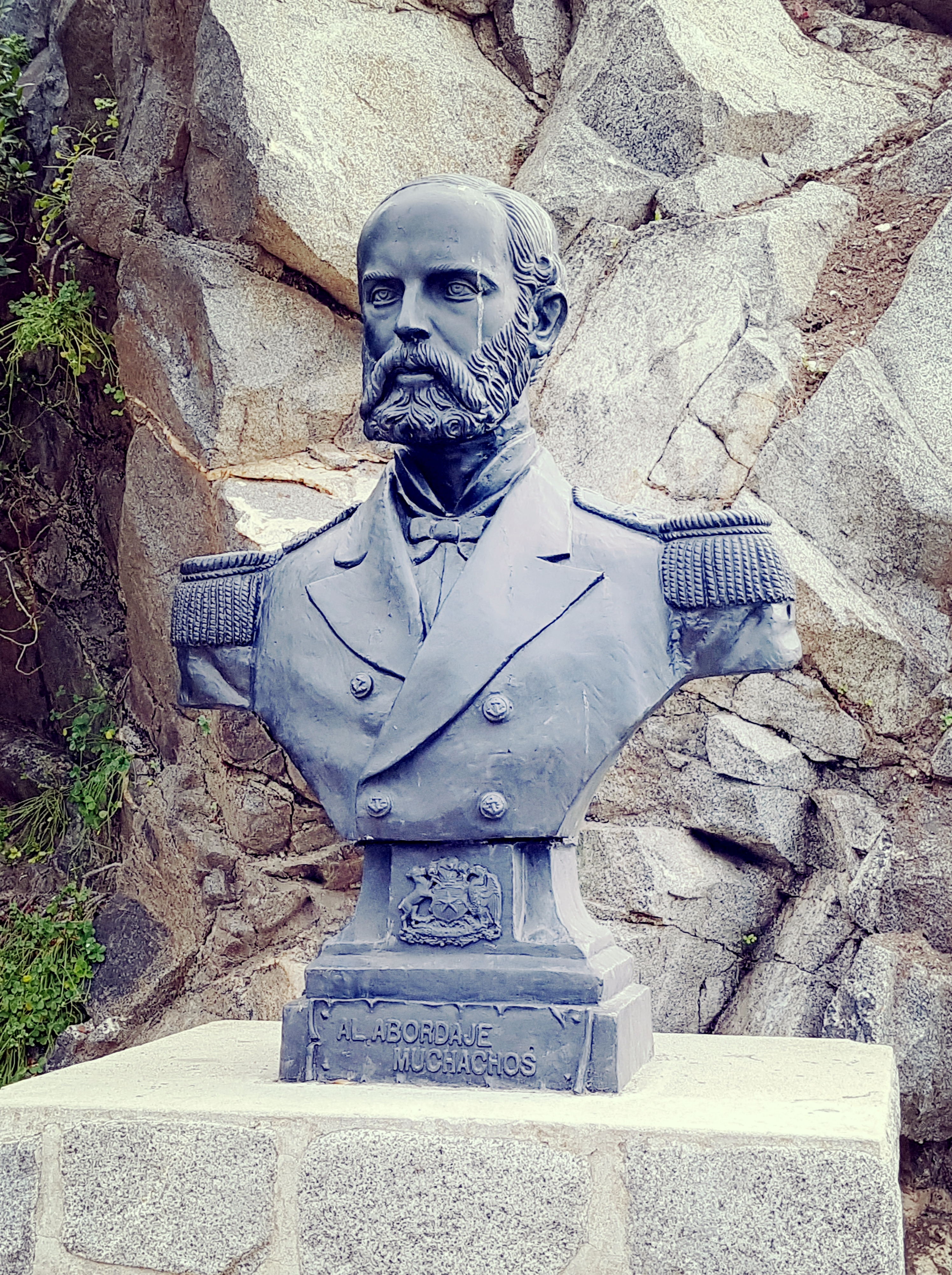
Busta Arturo Prata
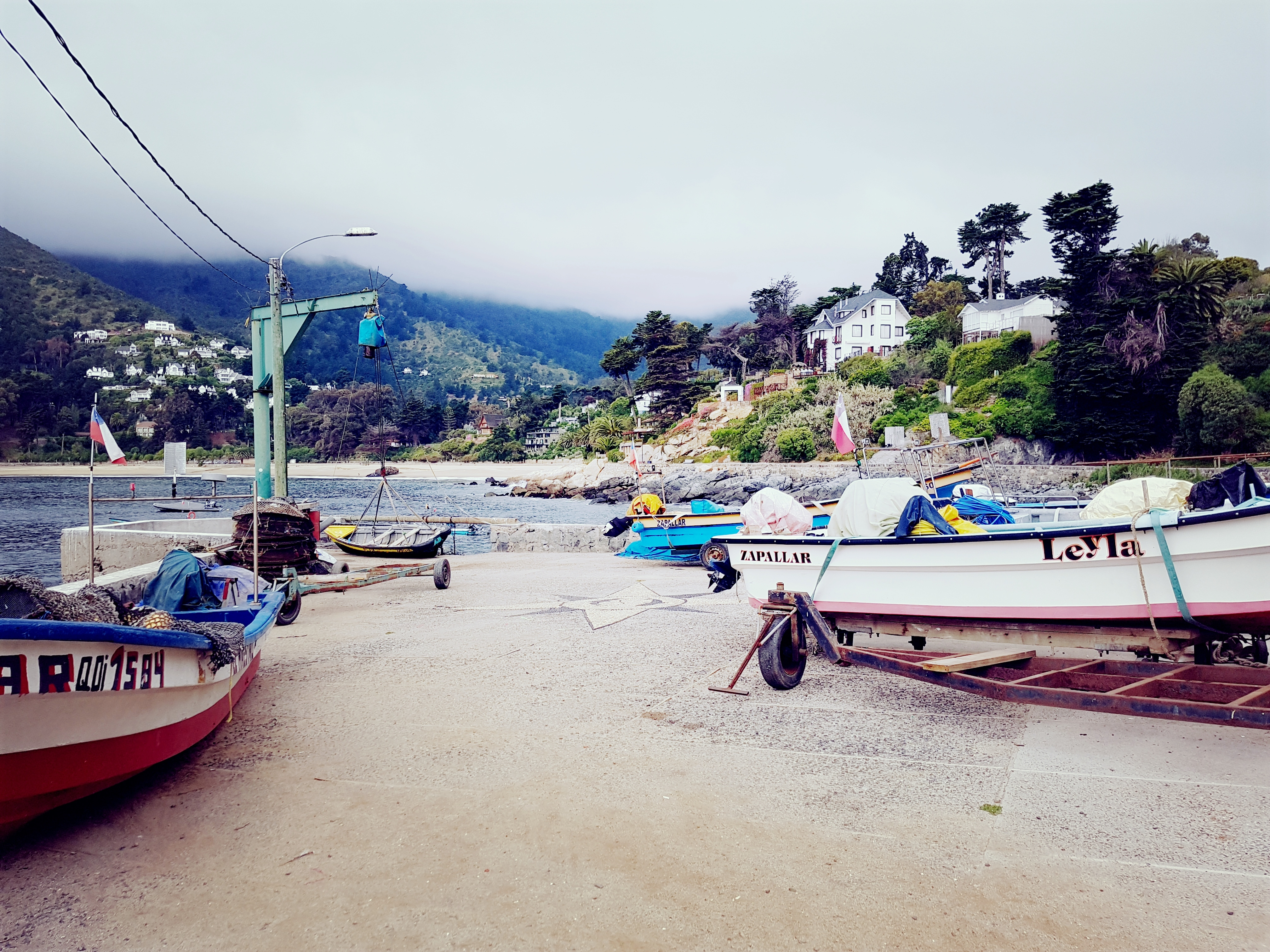
Lodě v zátoce
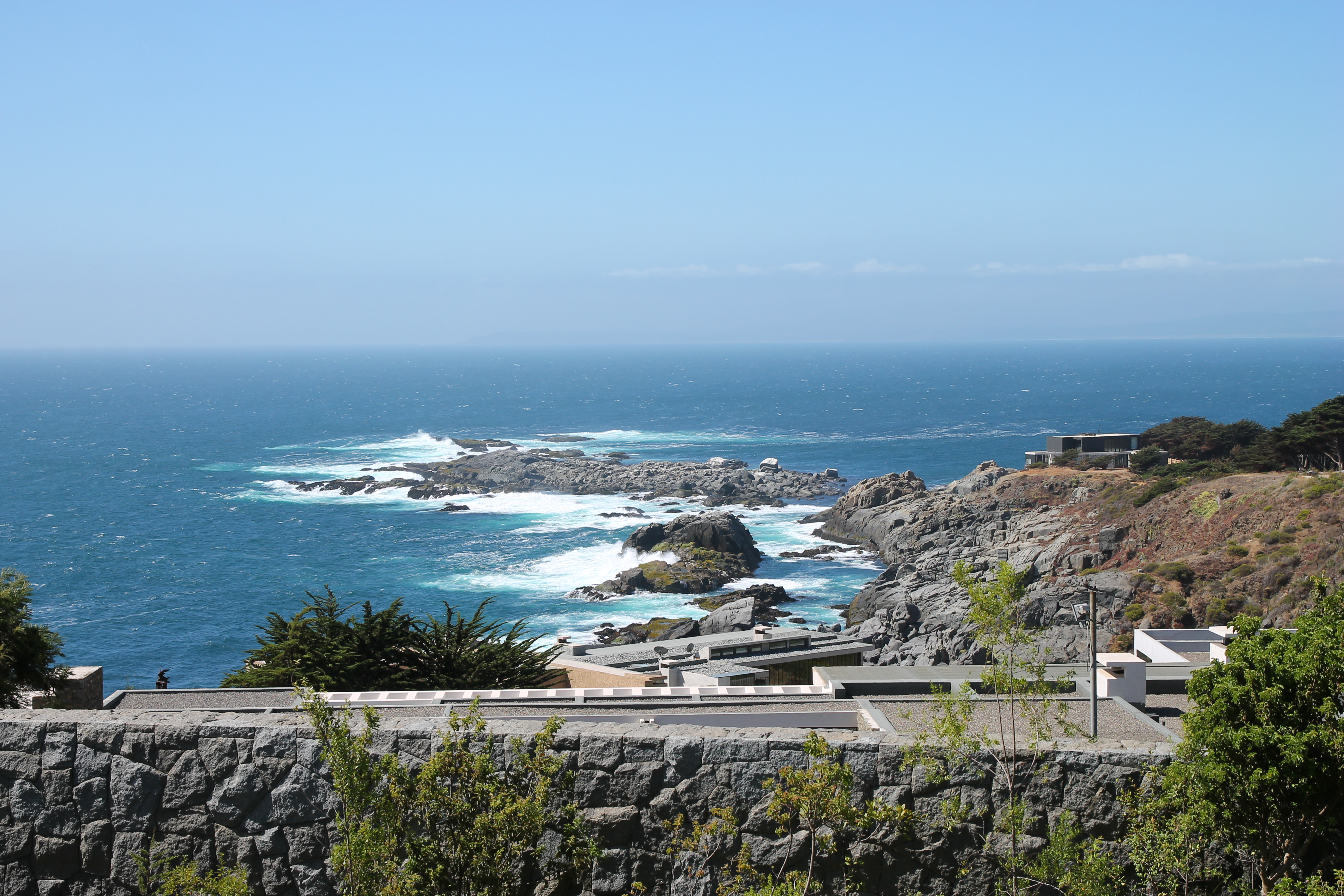
Pobřeží
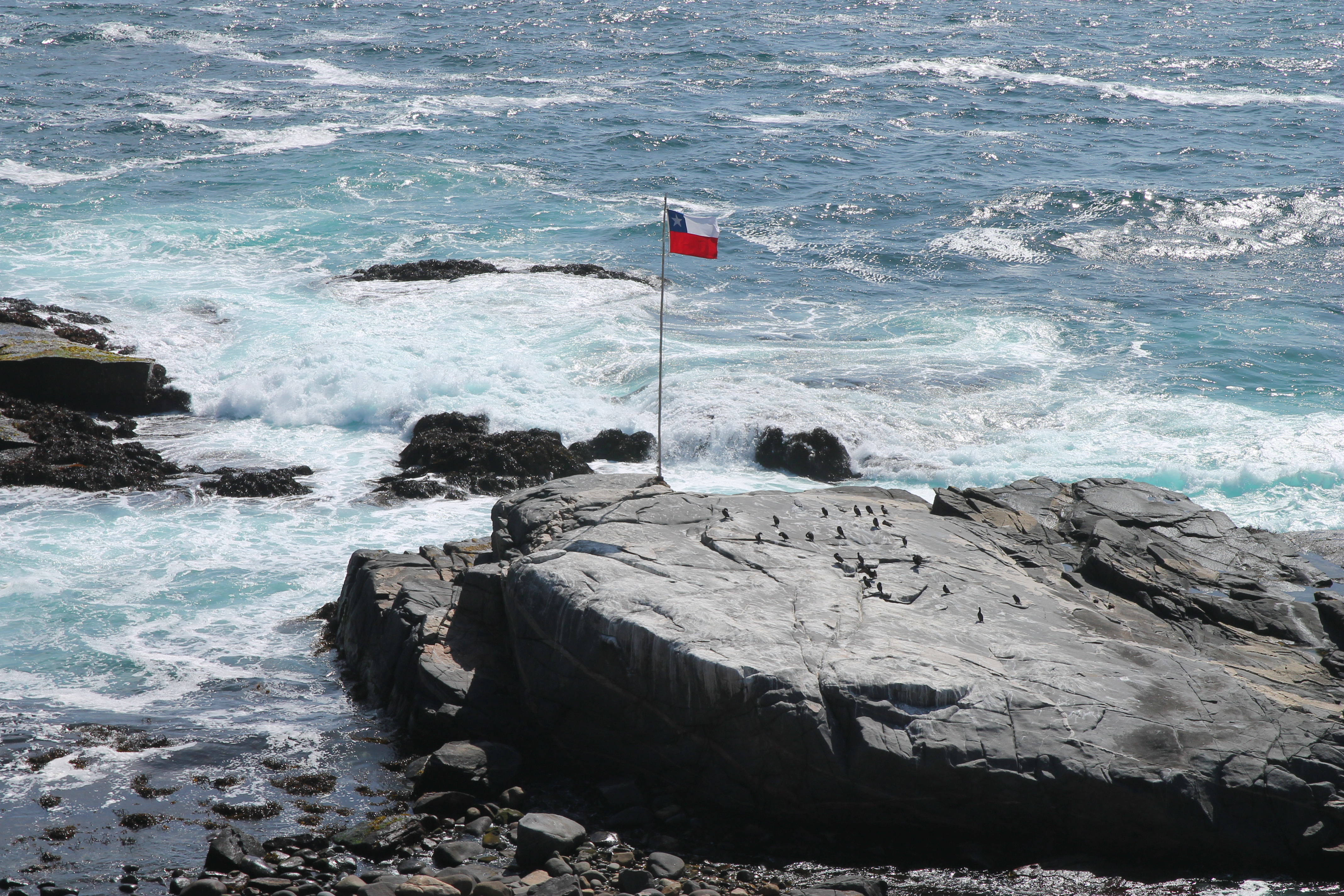
Chilská vlajka na útesu
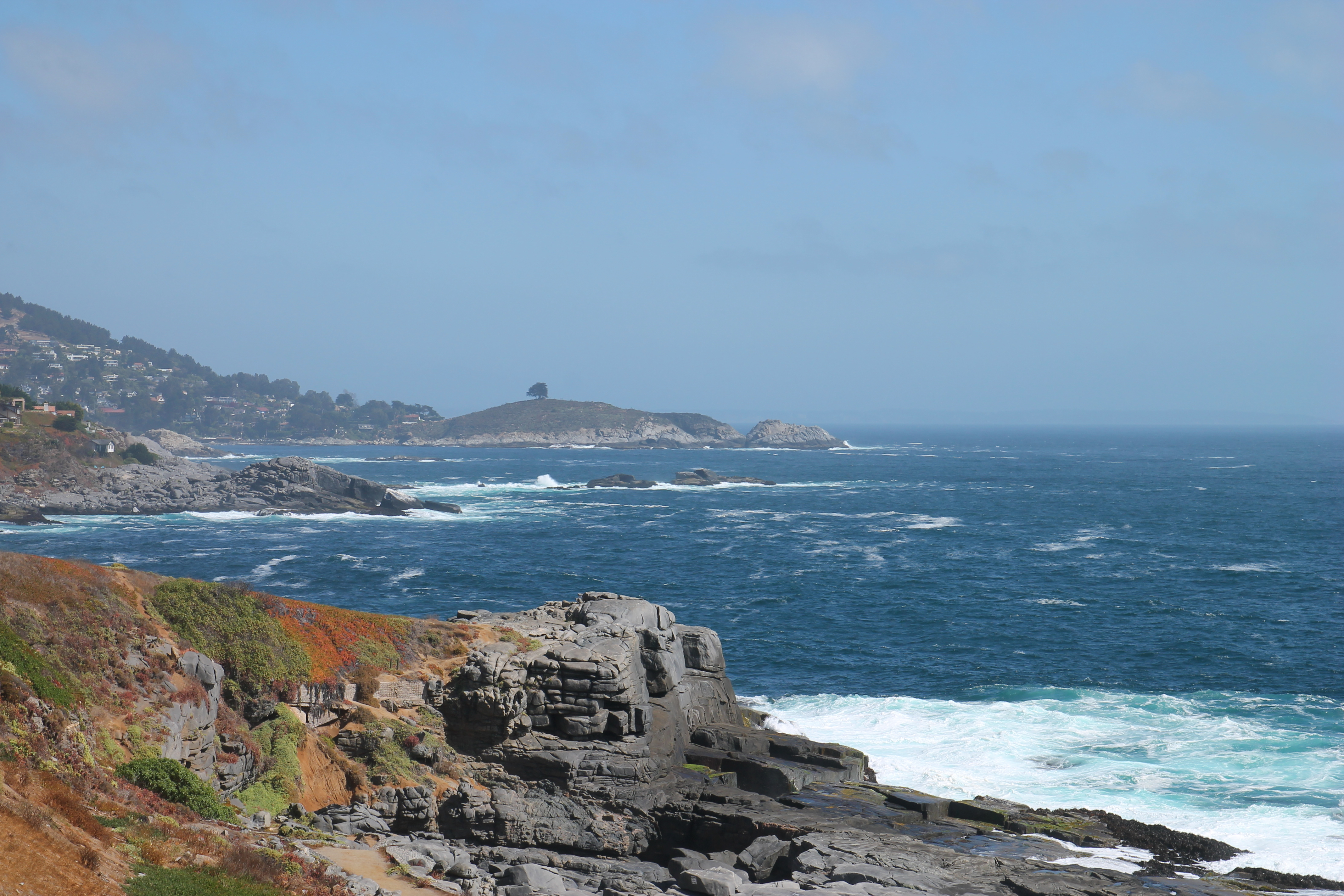
Pobřeží
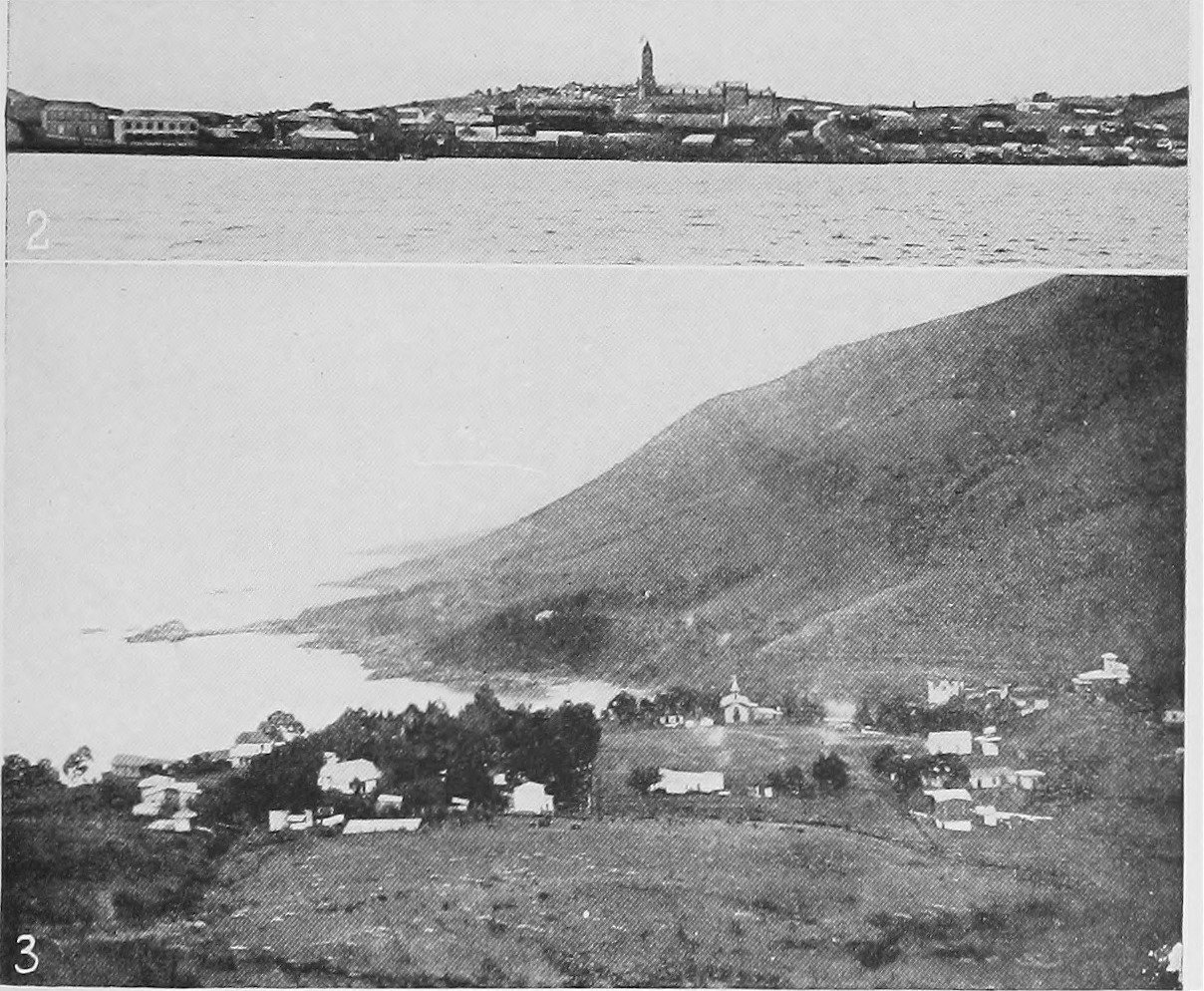
Historické snímky (1922)
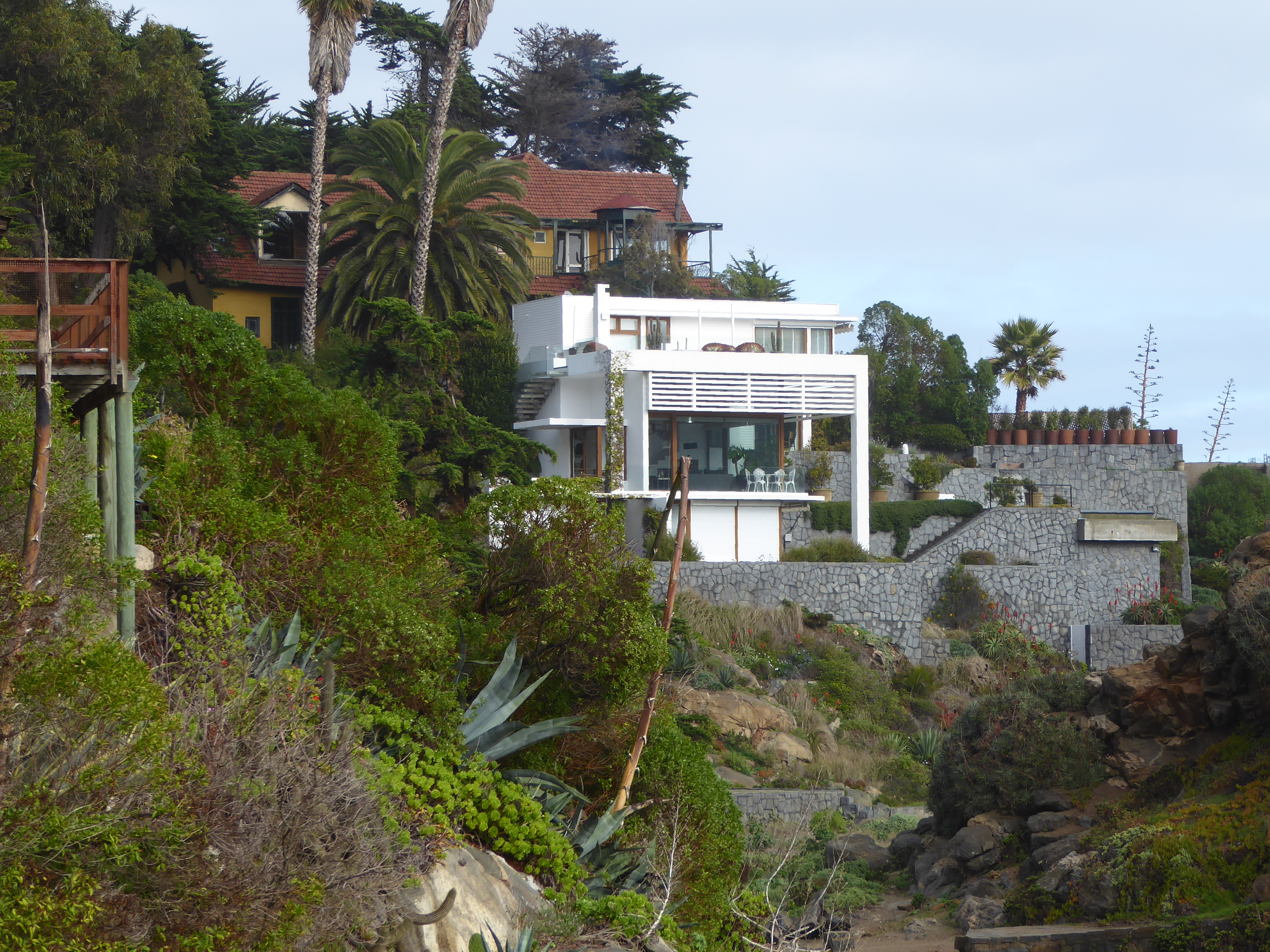
Luxusní vily
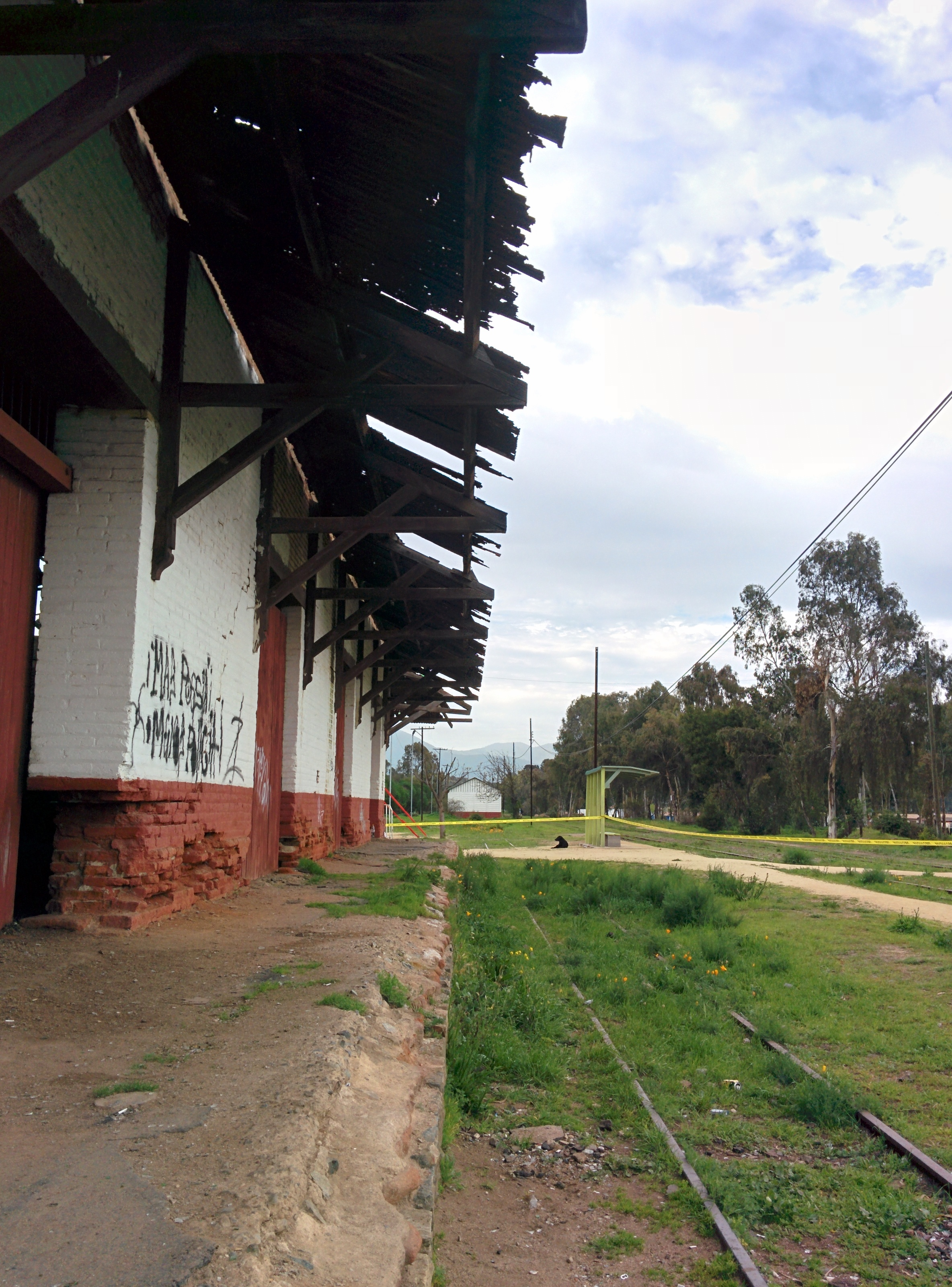
Bývalá stanice v Catapilcu